# Álbum split
Un álbum split, o simplemente split (en inglés split album), es un disco compartido por dos o más grupos. Suelen ser publicados por pequeñas discográficas, con grupos de géneros no muy populares. Generalmente un álbum split es el primer lanzamiento de un grupo. Esta forma de publicación musical es usada para dar a conocer varios grupos con muchos menos costes de producción y distribución.

## Historia
Los splits se realizaron inicialmente en discos de vinilo, con la música de un artista en un lado del disco y la música de un segundo artista en el lado opuesto. Conforme los discos de vinilo fueron disminuyendo en popularidad a inicios de los 1990, se empezaron a realizar en formato de CD. Aunque no hay múltiples lados en un CD, la idea sigue siendo la misma. 
Desde principios de la década de 1980, el formato se ha utilizado ampliamente por los sellos discográficos independientes y artistas de punk rock, hardcore, grindcore, black metal, noise y en los círculos del indie rock. 
Los splits generalmente reciben una aceptación esencial de género undergound, incluso si los artistas son destacados son la corriente principal, como el éxito de splits no es lo más a menudo de una proporción dominante.

## Ventajas
Un split permite que más de un artista pueda dividir los costos de producción en un solo lanzamiento. Lo mismo puede aplicarse a los gastos de promoción de un solo lanzamiento. 
Los splits también permiten a los artistas exponer su música directamente a los fans de otro artista. Por lo general, los artistas en un split son de un género musical similar. Los artistas también pueden versionar las canciones de cada uno.
- Datos: Q368281